# Sicherheitsethik
Die Sicherheitsethik ist ein junges Feld der anwendungsbezogenen Ethik, das sich im Kontext der neuen interdisziplinären Sicherheitsforschung etabliert hat. Angesichts der zunehmenden Relevanz von Sicherheit in unterschiedlichen politischen, ökonomischen und sozialen Diskursen thematisieren sicherheitsethische Überlegungen die Frage nach den ethischen Implikationen der Herstellung von Sicherheit in unterschiedlichen gesellschaftlichen Bereichen. Einen besonderen Schwerpunkt bildet dabei der Einsatz von Sicherheitstechnologien.

## Gegenstand

### Sicherheit
Der Begriff der Sicherheit ist vielschichtig und Gegenstand unterschiedlicher Zuschreibungen. Die Sicherheitsethik greift ein Verständnis von Sicherheit auf, das diese primär als etwas Produziertes bzw. Hergestelltes begreift. Sicherheit, ebenso wie Unsicherheit, ist dabei immer auch eine Frage der Wahrnehmung. Was dem ersten als in hohem Maße sicher erscheint, kann der zweiten als sehr unsicher erscheinen. Somit ist Sicherheit keine absolute Kategorie. Beispielsweise wurde die Sicherheit in einem Flugzeug vor den Terroranschlägen am 11. September 2001 sicherlich als hoch angesehen. Dies änderte sich danach aber grundlegend. So galt es vor den Terroranschlägen als nicht notwendig, Menschen vor dem Einlass ins Flugzeug gründlich zu kontrollieren, was heute als unsicher angesehen würde und abwegig erscheint. Sicherheit ist kein zu erreichender fixer Zustand. Vollständige Sicherheit – weder für manche Menschen noch für alle – ist weder effizient noch umsetzbar. Zudem erscheint der Wunsch danach zweifelhaft: Denn eine Gemeinschaft, die die unbegrenzte Steigerung von Sicherheit zum Ziel hätte, würde sich in diesem Versuch selbst auflösen.
Vielmehr kann Sicherheit als Ressource verstanden werden. Sicherheitsethik fragt nach dem richtigen Maß. Sie untersucht die Mechanismen und Technologien ihrer Herstellung und problematisiert sowohl ihre gerechte Verteilung als auch Abwägungsfragen bezüglich anderer Güter wie Geld, Privatheit oder Freiheit. Denn mit der Verfolgung des Ziels Sicherheit sind immer auch Einschränkungen auf anderen Gebieten verbunden.

### Sicherheitsparadox
Angesichts zunehmend globalisierter, technisierter und dezentrierter sozialer Strukturen entsteht auf unterschiedlichen gesellschaftlichen Ebenen das wachsende Gefühl grundsätzlicher Unsicherheit. Fortschreitende Globalisierung, Säkularisierung und Individualisierung lassen Handlungen und ihre Folgen zunehmend unüberschaubar werden. Fragen der Verantwortlichkeit werden immer komplexer. Nicht zuletzt ökonomische und ökologische Herausforderungen haben in den vergangenen Jahren das Bedürfnis nach erhöhter Sicherheit befördert.
Dabei lebt die deutsche Bevölkerung in vielerlei Hinsicht so sicher wie lange nicht, wenn nicht gar so sicher wie noch nie. Die Sicherheitslage in Deutschland könnte somit objektiv als relativ sicher eingestuft werden. Trotz des subjektiven Wahrnehmungscharakters von Sicherheit könnte man vermuten, dass daher viele Menschen kein besonders großes Bedürfnis nach Sicherheit verspüren. Hier jedoch greift, was Ammicht Quinn als Sicherheitsparadox bezeichnet: „Je mehr Sicherheit ich habe, desto mehr brauche ich“. Unsicherheit stellt demnach eine Voraussetzung für die Entwicklung von Gesellschaften dar. Im Zuge der Reduktion von Unsicherheiten können eben diese immer weniger ausgehalten werden, sodass die Nachfrage nach Bewältigungs- und Versicherungsstrategien steigt.

## Grundfragen
Eines der wichtigsten Grundprobleme der Sicherheitsethik ist die Frage danach, welche Art von Sicherheit für die Gesellschaft notwendig und wie diese zu erreichen ist. So gilt es hier beispielsweise, zwischen öffentlicher Sicherheit und persönlicher Freiheit, die durch sicherheitsgewährleistende Überwachung gefährdet wird, abzuwägen. Nicht nur Privatsphäre und persönliche Freiheit spielen hier eine Rolle, sondern auch, wie viel Geld, Arbeit und andere Ressourcen in Sicherheit investiert werden sollen. Das Entstehen der Sicherheitsethik als wichtiger Bestandteil der Ethik wurde unter anderem durch die allgegenwärtig ansteigende Angst vor Terror und die daraus resultierende Überwachung gefördert.
Auch stellt sich die Frage nach der Gerechtigkeit im Sicherheitshandeln. Als sicherheitsethisches Problem lässt sich beispielhaft die Verwendung von automatischer Gesichtserkennungssoftware anführen. Einer solchen vom US-amerikanischen FBI verwendeten Software konnte nachgewiesen werden, nicht in der Lage zu sein, Personen mit dunkler Hautfarbe fehlerfrei zu identifizieren. So wies sie eine um 5–10 % höhere Fehlerquote in der Identifikation dunkelhäutiger Menschen gegenüber der Identifikation Weißer auf. Dementsprechend höher ist das damit einhergehende Risiko, als dunkelhäutige Person fälschlicherweise eines Vergehens beschuldigt zu werden, das von einer anderen Person begangen wurde. Neben ihren intendierten Effekten kann Sicherheitssoftware also auch unbeabsichtigte Folgen zeitigen – wie diese Fortschreibung und Verstärkung von Diskriminierungsverhältnissen. Das zweite Beispiel zum Thema Gerechtigkeit ist die Frage nach der Verteilung der Sicherheit. So ist für ärmere Menschen häufig weniger Sicherheit gewährleistet, als für reichere, da die Ordnungskräfte ihrer Aufgabe in ärmeren Gegenden oder in Bezug auf ärmere Menschen oft weniger nachgehen. Jedoch kommt es auch vor, dass gerade ärmere Gegenden als Kriminalitätsbrennpunkt angesehen werden und deswegen entsprechend mehr kontrolliert werden. Dies kann man allerdings auch als eine Art "negative Sicherheit" ansehen, da die Betroffenen durch die starke Polizeipräsenz an ihrem Wohnort stigmatisiert werden könnten. Eine Faustregel der Sicherheitsethik lautet daher: „Eine Sicherheitstechnologie ist dann fair, wenn diejenigen, die deren Vorteile genießen auch diejenigen sind, die die (nicht nur monetären) Kosten tragen - also auch die Kosten eines Einschnitts in die Privatsphäre oder die Handlungsfreiheit - und wenn diese Kosten annähernd gleich verteilt sind“.

## Anwendungsfelder
Der wohl größte Diskurs in der Sicherheitsethik handelt von der Überwachung (siehe oben). Eine Anwendung findet die Sicherheitsethik nun darin, dass sie das richtige Maß findet, in dem die Sicherheit über den Rechten des Einzelnen steht. Das sogenannte Panopticon der westlichen-liberalen Welt muss hier kritisch hinterfragt werden. So ist es für den Staat möglich, jeden Bürger zu überwachen, für den Bürger ist es aber umgekehrt unmöglich, dem Staat dabei auf die Finger zu schauen. Die hier fehlende Transparenz muss auch im Kontext der Sicherheit einzelner Bürger kritisiert werden. Wird das ganze überspitzt, so ist es in einem Big-Brother-System unmöglich, sicher zu leben, da jegliches unrechtes Handeln, sei es moralisch und ethisch richtig, Folgen haben kann.